# 特朗普金卡
特朗普金卡（英語：Trump Gold Card），又称金卡签证（英語：Gold Card visa）是美国总统特朗普于2025年2月25日披露的、尚处谋划中的移民美国政策，该政策通过向非美国人出售价格为500万美元的金卡以使其获得在美国的永久居留权，以便藉此获得美国公民身份。
特朗普预计该签证的销量可达一百万，并表示以金卡签证政策取代EB-5签证。有声音指出，受《美国1990年移民和国籍法》限制，相关政策的变更需通过美国国会修法，但特朗普表示金卡不需要国会批准。
特朗普表示，如有滥用金卡签证，则将返还购卡资金并将其驱逐出境。2025年3月，美国商务部长霍華德·盧特尼克在访谈中表示，其一天内便售出一千张金卡，并表示世界上有3,700万人有能力购买这张卡。